# Nat (unidade)
A unidade natural da informação (abreviada como nat, nit ou nepit) é unidade da informação ou entropia da informação, baseado nos logaritmos naturais e na exponenciação com a constante irracional e em vez de logaritmos binários que definem o bit. Os sistemas físicos de unidades naturais que normalizam a constante de Boltzmann para 1 medem a entropia termodinâmica em nats.
Quando a entropia de Shannon é escrita por um logaritmo natural é implicitadamente medido em nat:
{\displaystyle H=-\sum _{i}p_{i}\ln p_{i}\!\,}
Um nat é equivalente a 1/(ln 2) shannon ≈ 1.44 Sh ou, igualmente, 1/(ln 10) hartleys ≈ 0.434 Hart. Esses fatores surgem a partir das seguintes relações:
{\displaystyle \left(2^{x}=e^{1}\Rightarrow x={\tfrac {1}{\ln 2}}\right)}, e
{\displaystyle \left(10^{x}=e^{1}\Rightarrow x={\tfrac {1}{\ln 10}}\right)}.